# 카잠
카잠(Kazaam)은 미국에서 제작된 폴 마이클 글레이저 감독의 1996년 영화이다. 샤킬 오닐 등이 주연으로 출연하였고 로버트 잉글먼 등이 제작에 참여하였다.

## 출연

### 주연
- 샤킬 오닐
- 프란시스 카프라
- 앨리 워커

### 조연
- 제임스 아케슨
- 존 코스텔로
- 마샬 마네쉬
- 에프렌 라미레즈
- 조나단 카라스코
- 제시 페레즈

## 제작진
- 미술: 도널드 그레이엄 버트
- 의상: 홉 하나핀

## 같이 보기
- 샤킬 오닐